# Orbita zenocentrica
In astronomia e astronautica si dice orbita zenocentrica una qualsiasi orbita attorno al pianeta Giove, con il prefisso zeno- derivato dal nome del dio Greco Zeus. L'aggettivo è più frequentemente utilizzato per descrivere un sistema di riferimento che abbia origine nel baricentro del pianeta. Il termine è poco diffuso. È attestata anche la forma orbita giovicentrica.
Naturalmente tutti i satelliti naturali di Giove, oltre ai minuscoli corpi che ne compongono gli anelli, si trovano in orbita zenocentrica; analogamente, diverse sonde spaziali di fabbricazione umana, nel corso degli anni, si sono immesse in orbita attorno al pianeta, mediante opportune correzioni orbitali a partire dall'orbita eliocentrica originaria.

## Orbite notevoli
Alcuni tipi particolari di orbita zenocentrica sono l'orbita zenosincrona e l'orbita zenostazionaria.